# Théâtre Montparnasse

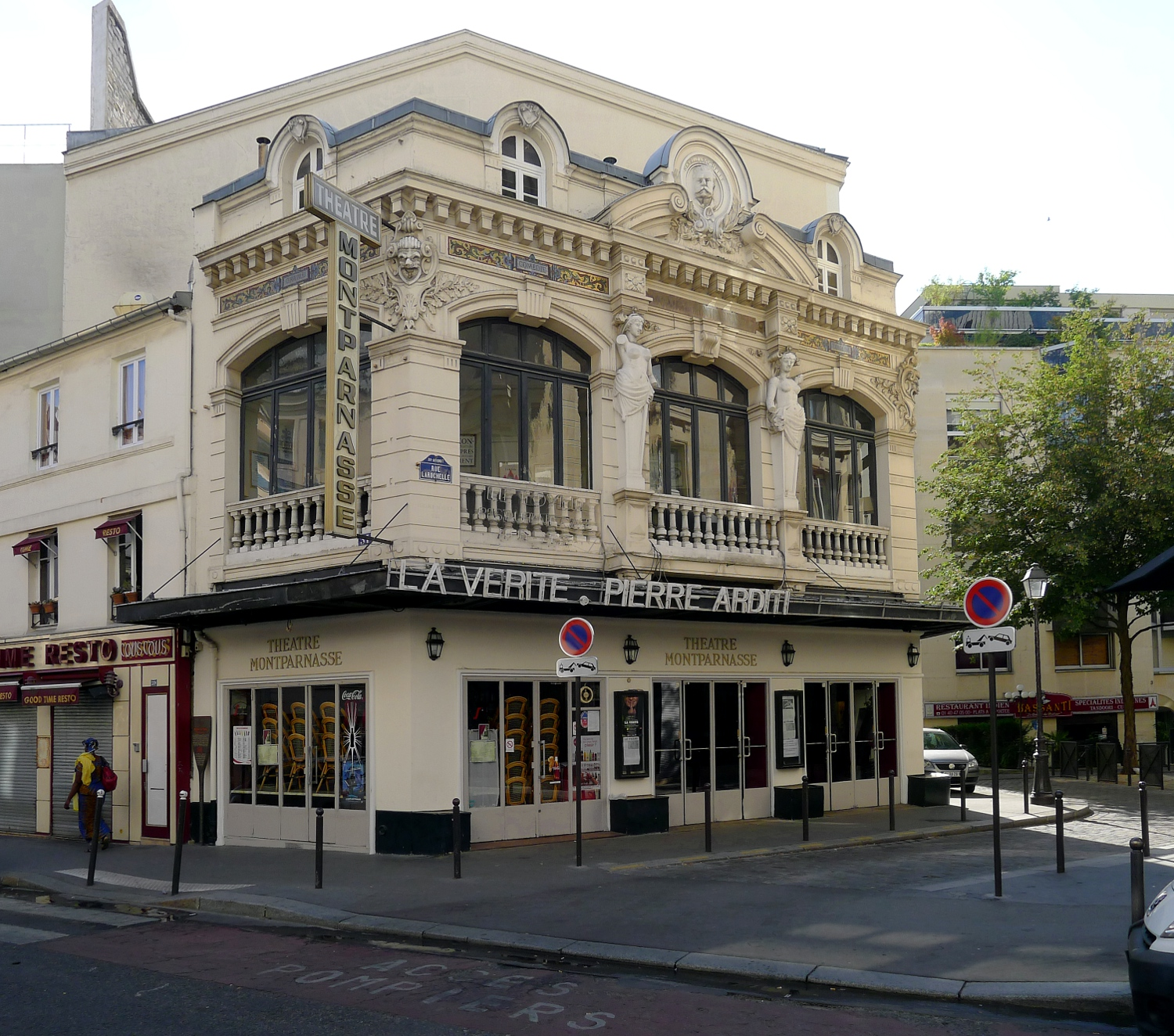
Théâtre Montparnasse

Das Théâtre Montparnasse ist ein Privattheater im 14. Arrondissement in Paris in der Rue de la Gaité. Es befindet sich auf einem Eckgrundstück, an dem die Rue Larochelle und die Rue de la Gaité zusammentreffen. Das Theater wurde am 3. April 1984 in die Liste der Monuments historiques im 14. Arrondissement aufgenommen.

## Architektur
Architekt des Hauses ist Charles Peigniet. Die dreigeschossige Fassade des Hauses ist gegliedert in drei Achsen und reich dekoriert mit Gesimsen, Masken, Balusterbrüstungen vor den Fenstern und im mezzaninartigen Obergeschoss mit einem Tondo mit der lorbeerumkränzten Büste von Henri Larochelle, dem ersten Direktor des Hauses. Die beiden Karyatyidhermen im ersten Geschoss haben eine rein dekorative Funktion.

## Geschichte
Das Theater befindet sich an einem Ort, an dem seit 1817 Theater gespielt wurde. 1851 war das Haus im Besitz von Jules Seveste und Edmond Seveste, die den jungen Henri Larochelle (1826–1884) als Theaterdirektor einstellten. Nach dem Tod Henri Larochelles beauftragten seine Wittwe und der damalige künstlerische Leiter Louis-Hubert Hartmann den Architekten Charles Peigniet mit einem Neubau. Das Theater wurde am 9. Oktober 1886 eröffnet.
1887/1888 bespielte André Antoine das Haus, bevor er mit seiner Truppe an das Théâtre des Menus-Plaisirs umzog. Antoine brachte in dieser kurzen Zeit 15 Neuinszenierungen heraus.
Von 1930 bis 1943 war Gaston Baty Leiter des Theaters, und das Theater erhielt vorübergehend den Namen Théâtre Montparnasse-Gaston Baty. Unter seiner Leitung wuchs der internationale Ruf des Hauses. Baty brachte Bearbeitungen von Dostojewskis Schuld und Sühne (1933), Flauberts Madame Bovary (1936) und Cervantes’ Don Quijote unter dem Titel Dulcinee (1938) auf die Bühne und spielte die Theaterklassiker Hamlet (1929), Racines Phèdre (1940) und Bérénice (1946) sowie Stücke von August Strindberg, Goethe, Bernard Shaw oder Eugene O’Neill.
Von 1944 bis 1964 wurde das Haus von der Schauspielerin Marguerite Jamois (1901–1964) geleitet. Jamois inszenierte neben Stücken zeitgenössischer Autoren auch Racines Bèrènice und Der Widerspenstigen Zähmung von Shakespeare und eine Bühnenfassung von Gefährliche Liebschaften in der Bearbeitung von Paul Achard (1897–1962). Sie selbst spielte die Rolle der Marquise de Merteuil und Daniel Lecourtois (1902–1985) den Comte de Valmont.
1958 inszenierte Raymond Rouleau am Montparnasse auf Bitten von Lars Schmidt, der ihn bereits bei anderen Theaterprojekten finanziell unterstützt hatte, Hedda Gabler von Henrik Ibsen mit Ingrid Bergman in der Titelrolle, das Theaterdebüt Ingrid Bergmans in Frankreich.
1965 kaufte Lars Schmidt das Theater und ernannte Jerome Hullot zum künstlerischen Leiter. Schmidt und Hullot brachten viele angelsächsische Autoren erstmals auf die französische Bühne, darunter Autoren und Schauspieler wie Harold Pinter, Peter Shaffer, Noël Coward, Arnold Wesker und Murray Schisgal.
1984 verkaufte Lars Schmidt das Theater und Myriam Feune de Colombi (1940–2021) übernahm die künstlerische Leitung. Myriam Colombi präsentierte während ihrer Zeit am Montparnasse vermehrt auch junge französische Autoren wie Jean-Marie Besset, Éric-Emmanuel Schmitt, Gérald Sibleyras, Antoine Rault oder Florian Zeller. Nach ihrem Tod im April 2021 übernahm Bertrand Thamin (* 1966) die künstlerische Leitung.

## Le Petit Montparnasse
Ab 1979 richteten Lars Schmidt (1919–2009), der damalige Besitzer des Theaters, zusammen mit seinem künstlerischen Leiter Jérôme Hullot in einen ehemaligen Kulissendepot eine Spielstätte mit insgesamt 100 Plätzen ein. 1998 wurde der Saal umgebaut und auf 299 Sitze erweitert. Ab 2003 ließ Myriam Feune de Colombi den Saal ein weiteres Mal umgestalten mit jetzt 200 Plätzen. Gespielt werden dort vor allem Stücke zeitgenössischer junger Autoren.